# Margaret Damer Dawson

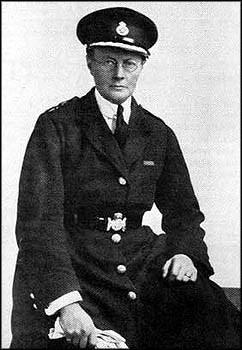
Margaret Damer Dawson nella sua uniforme del servizio di polizia femminile (1917 circa)

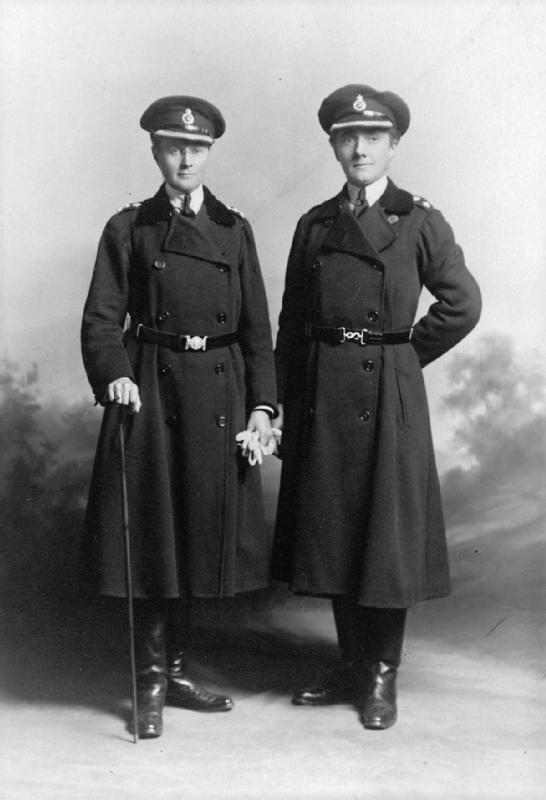
Donne al lavoro durante la Prima Guerra Mondiale

Margaret Mary Damer Dawson, OBE (Burgess Hill, 12 giugno 1873 – Chelsea, 18 maggio 1920), è stata una poliziotta britannica, è stata inoltre un'importante antivivisezionista e filantropa, che cofondò il primo servizio di polizia femminile britannico.

## Biografia
Margaret Dawson nacque il 12 giugno 1873 da una ricca famiglia a Burgess Hill e crebbe a Hove. Dopo che suo padre, Richard Dawson, morì sua madre si risposò, diventando Lady Walsingham. Il suo patrigno era Thomas de Grey, VI barone Walsingham. La Dawson aveva un reddito privato e studiò musica con il pianista austriaco Benno Schoenberger alla London Academy of Music and Dramatic Art. Fu coinvolta nella lotta contro la vivisezione e altre cause e fondò una casa per trovatelli. Ha ricevuto medaglie d'argento dalla Finlandia e dalla Danimarca per la sua campagna per i diritti degli animali.
La Dawson fu segretaria onoraria dell'International Anti-Vivisection Council istituito nel 1908 da Lizzy Lind af Hageby e insieme organizzarono l'International Anti-Vivisection and Animal Protection Congress a Londra nel luglio 1909. In qualità di Segretario organizzatore onorario della Animal Defence and Anti-Vivisection Society. L'organizzazione ha fatto campagna contro la crudeltà e il circo socialmente accettabile che esegue gli animali e la macellazione degli animali per la carne. Nel 1911 viveva con Lizzy Lind af Hageby.
Nel 1914 lei e Nina Boyle fondarono il Women Police Volunteers (WPV), ma un anno dopo la coppia si divise a causa di disaccordi sul ruolo dell'organizzazione. La Dawson fondò e guidò una nuova organizzazione, il Women’s Police Service, rinominato Women’s Auxiliary Service dopo la prima guerra mondiale, anche se l'WPV della Boyle continuasse alcune pattuglie. Dawson e la sua seconda in comando Allen furono entrambe insignite dell'Ordine dell'Impero Britannico nel 1918.
La Dawson fu anche invitato a consigliare la Commissione Baird quando esaminò il ruolo delle donne nella polizia. Lei e molti dei suoi seguaci erano stati esclusi dal far parte della Baird Commission su consiglio del commissario di polizia che non amava le lesbiche e in particolare la Dawson. Lei pensava che le forze di polizia femminili dovessero essere completamente separate dal servizio militare maschile. La sua opinione non prevalse e morì prematuramente di infarto nel 1920. Il suo ruolo di leader fu assunto da Mary Allen, che era stata la sua assistente per molti anni. Avevano vissuto insieme durante la prima guerra mondiale, avendo una stretta relazione professionale e personale. La Dawson morì il 18 maggio 1920 e lasciò la sua casa e la maggior parte dei suoi soldi alla Allen.
Fu sepolta a Lympne il 22 maggio 1920 dopo un funerale a cui parteciparono altre poliziotte. Un memoriale fu eretto nell'angolo del cimitero di Lympne. Le sue finanze erano diminuite perché aveva speso soldi per il servizio di polizia volontaria. La casa che condivideva con Mary Allen fu lasciata a lei.

## Commemorazioni
La casa della Dawson al 10 di Cheyne Walk ha una targa per commemorarla. Una vaschetta per gli uccelli, installata in Cheyne Walk, è stata organizzata da Miss St John Partridge e progettata da Charles Pibworth e da allora è stato restaurato e incorpora una citazione da Rime of the Ancient Mariner "Prega meglio chi ama di più tutte le cose grandi e piccole".